# Ana Rosa López Ferrari
Ana Rosa López Ferrari (León, Guanajuato, 30 de agosto de 1957) es una bióloga, botánica, científica e investigadora mexicana de la Universidad Autónoma Metropolitana.

## Biografía
La investigadora estudió biología en la Facultad de Ciencias de la Universidad Nacional Autónoma de México, donde se tituló en 1980. Mientras que sus estudios de posgrado los realizó en la Facultad de Ciencias de la UNAM, en 1976.
En sus primeros años como bióloga contribuyó al proyecto titulado Desarrollo de las Colecciones Botánicas, de la Escuela Nacional de Ciencias Biológicas del Instituto Politécnico Nacional, por invitación de Jerzy Rzedowski y Graciela Calderón. Su llegada a la UAM fue como profesora asociada de tiempo completo del Departamento de Producción Agrícola y Animal de la División de Ciencias Biológicas y de la Salud de la Universidad Autónoma Metropolitana unidad Xochimilco, posteriormente se trasladó a la unidad Iztapalapa, ingresando como profesora asociada de tiempo completo del departamento de Biología. Es profesora titular de dicho departamento y la encargada y curadora del Herbario Metropolitano Ramón Riba y Nava Esparza, de la División de Ciencias Biológicas y de la Salud, de la Universidad Autónoma Metropolitana unidad Iztapalapa, desde 1986 y hasta la fecha.

## Trayectoria en la botánica
La bióloga contribuyó de manera formal a las ciencias biológicas con la realización del fascículo de la familia Araliaceae para la Flora de Guerrero, publicado en 1989 y recientemente actualizado.
Participó en el proyecto internacional Flora Mesoamericana, a través de la recolección, identificación y procesamiento de material botánico de 1985 a 1989.
Junto con su colega Adolfo Espejo Serna, formaron parte del proyecto Incremento y Mantenimiento de las Colecciones del Herbario Metropolitano UAMIZ, el cual estuvo a cargo de Ramón Riba y Nava Esparza de 1987 a 1989.
Uno de los primeros proyectos en el que participó, ya como grupo de investigación independiente con Espejo fue el de las Monocotiledóneas Mexicanas, en el año de 1993, con la finalidad de elaborar el catálogo de todas las especies de esa clase botánica que crecían de manera silvestre en México. Con el apoyo de la Comisión Nacional para el Conocimiento y Uso de la Biodiversidad desarrollaron el proyecto Colecciones Tipo de Monocotiledóneas Mexicanas, que culminó con la publicación física de 9 fascículos obra referente para todo trabajo florístico en México, que incluye revisiones de miles de ejemplares de herbario.
La científica junto con Paloma Blanco y Andrés Galera del Consejo Superior de Investigaciones Científicas del Gobierno de España trabajaron sobre los viajes de exploración botánica a la Nueva España (Martín Sessé Lacasta, José Mariano Mociño y Alejandro Malaspina).
Ha participado en los tratamientos taxonómicos de diversas familias botánicas para la Flora del Bajío y zonas adyacentes (Araliaceae, Apiaceae, Commelinaceae, Bromeliaceae), Flora fanerogámica del Valle de México, Flora del valle de Tehuacán-Cuicatlán (Melanthiaceae y Bromeliaceae) y Flora de Veracruz (Alstroemeriaceae, Alliaceae, Anthericaceae, Asparagaceae, Calochortaceae, Convallariaceae, Hemerocallidaceae, Hyacinthaceae, Hypoxidaceae, Iridaceae, Melanthiaceae y Commelinaceae). Actualmente su contribución científica asciende a más de 150 artículos científicos, 15 capítulos de libros y 3 libros.
Ana Rosa se ha dedicado a invitar al público en general a visitar el Herbario Metropolitano Ramón Riba y Nava Esparza y dar a conocer las aportaciones que ha dado la colección a la flora de México.

## Premios y reconocimientos
- La investigadora fue galardonada con la Medalla al mérito botánico, por parte de la Sociedad Botánica de México, durante el XII Congreso Mexicano de Botánica, con sede en la ciudad de Puebla, en 2022.[10]

## Aportaciones
La científica ha descrito más de 80 nuevas especies de plantas, siendo la familia Bromeliaceae en donde ha hecho su mayor aporte. Algunos ejemplos son:
- Commelina nivea López-Ferr., Espejo & Ceja (Commelinaceae)
- Sisyrinchium zamudioi Espejo, López-Ferr. & Ceja (Iridaceae)
- Malaxis ribana Espejo & López Ferr. (Orchidaceae)
- Tillandsia sessemocinoi López-Ferr., Espejo & P. Blanco (Bromeliaceae)
- La abreviatura <<López-Ferr.>> Se emplea para indicar a Ana Rosa López Ferrari como autoridad en la descripción y clasificación científica de las plantas[12]

## Epónimos
La científica ha sido reconocida por sus colegas a través del nombramiento de nuevas especies en su honor:
- (Fabaceae) Dalea rosarum Rzed. & Calderón
- (Bromeliaceae) Pitcairnia anarosae Gonz.-Rocha, Mejía-Marín & Espejo[13]
- (Iridaceae) Sisyrinchium anarosae Zamudio & Ceja
- (Bromeliaceae) Hechtia anarosae Siekkinen, Hern.-Cárdenas & Espejo[14]

## Algunas publicaciones
1. Espejo, A. & A. R. López Ferrari. 1992. Las Monocotiledóneas Mexicanas una Sinopsis Florística 1. Lista de Referencia PARTE I. Agavaceae, Alismaceae,  Alliaceae, Alstroemeriaceae y Amaryllidaceae. Consejo Nacional de la Flora     de México, A. C., Universidad Autónoma Metropolitana- Iztapalapa, México, D. F. 83 pp. ISBN 968-6144-10-2.
2. Espejo, A. & A. R. López-Ferrari. 1998. Current floristic and phytogeographic knowledge of Mexican Bromeliaceae. Revista de Biología Tropical 46(3): 493-513.
3. Ceja Romero, J., Espejo Serna, López-Ferrari, A. R., García Cruz,     J., Mendoza Ruiz, A. & B. Pérez-García. 2008. Las plantas epífitas, su     diversidad e importancia. Ciencias 91: 34-41.
4. Espejo-Serna, A. & A. R. López-Ferrari. 2018. La familia Bromeliaceae en México. Botanical Sciences 96(3): 533-554. https://doi.org/10.17129/botsci.1918
5. Espejo-Serna, A., López-Ferrari, A. R., Mendoza-Ruiz, A., Ceja-Romero, J.,     Pérez-García. 2021. Mexican vascular epiphytes: richness and distribution. Phytotaxa 503(1). https://doi.org/10.11646/phytotaxa.503.1.1

### Libros
- Orquídeas del Estado de Morelos. Orquídea (Méx.) Volumen 16, Número único. 332 pp., 53 láminas a color, 2002.
- Catálogo del Herbario de la Real Expedición Botánica de Nueva España (1787-1803) conservado en el Real Jardín Botánico de Madrid. Consejo Superior de Investigaciones Científicas. Real Jardín Botánico. Madrid. 687 pp. 2010. ISBN 978-84-00-09262-7.
- Las Bromeliaceae del Estado de Morelos. Universidad Autónoma Metropolitana. Cd. México. 117 pp. 2016. ISBN 978-607-28-0832-4.[15]